# Raza (película)
Raza, también llamada Espíritu de una raza (versión de 1950), es una producción española que sintetiza el ideario del buen español desde la perspectiva del régimen del general Francisco Franco en los primeros años de la posguerra a través de la historia de tres hermanos y sus vicisitudes durante la guerra civil. Se estrenó en 1941, dirigida por José Luis Sáenz de Heredia y con guion técnico del mismo director y de Antonio Román  a partir de un argumento de Jaime de Andrade, seudónimo bajo el que se ocultaba Franco.
Patrocinada por el Consejo de la Hispanidad y con una banda sonora interpretada por «las orquestas Nacional, Sinfónica, Filarmónica coaligadas», Raza pretende mostrar el «espíritu abnegado y valeroso que sería propio del ser español y que coincidiría completamente con el ideario nacional-católico del régimen puesto en pie tras la guerra civil».
Quizá por su proximidad temporal con la guerra civil, la película integra perfectamente material documental de la misma, así como una cuidada ambientación en cuanto a uniformes, cartelería y simbología republicanas, algo no muy usual en películas realizadas bajo el franquismo.

## Sinopsis de los créditos
«Distribuidora Cinematográfica Ballesteros / presenta / la producción española / patrocinada por el Consejo de la Hispanidad: / Raza, / con Alfredo Mayo (cedido para esta producción por CIFESA). / […] / Música del maestro Manuel Parada interpretada por las orquestas Nacional, Sinfónica, Filarmónica coaligadas. / […] / Argumento: Jaime de Andrade. / Guion técnico de J. L. Sáenz de Heredia y Antonio Román. / Arquitectos-decoradores: Feduchi-Burmann. / Realizada en los estudios Ciudad Lineal, Madrid. Ingeniero-director: L. Lucas de la Peña. / Director de Producción: L. Días Amado. / Dirección y diálogos: J. L. Sáenz de Heredia.»

## Argumento
La película narra la historia de cuatro hermanos, Isabel, Pedro, José y Jaime, hijos del capitán de navío Pedro Churruca y descendientes de un héroe de la Batalla de Trafalgar: Cosme Damián Churruca, «el más sabio y valeroso marino de su época». Churruca padre, emulando a su ilustre antepasado, muere al principio de la película en Cuba, que aún es provincia española, en una misión suicida contra la Armada de los Estados Unidos. Su muerte es producto de la masonería que domina la política española y que ha abandonado la isla y a los militares españoles que la defienden a su suerte. Antes de partir hacia el martirio, sin embargo, don Pedro hace lo posible por transmitir a sus hijos el espíritu inherente al apellido Churruca, que es el espíritu de los almogávares: «guerreros elegidos, los más representativos de la raza española: firmes en la pelea, ágiles y decididos en el maniobrar».
José hace gala desde su más tierna infancia de ese espíritu almogávar. No así Pedro, en quien vemos una preocupación constante por el dinero y una cierta tendencia a la mentira y la trampa. Isabel, por su parte, es una niña modelo. José seguirá, como su padre, la carrera militar. Isabel se casará con otro militar. Pedro, al contrario que su hermano, será diputado republicano y exigirá rápidamente su parte de la herencia familiar para sufragar su carrera política. El cuarto hijo, Jaime —aún un bebé cuando murió su padre— ingresará en una orden religiosa.
Estalla la guerra civil. Isabel está con su marido en zona nacional. Pedro y José se hallan en el Madrid republicano asediado. El primero ocupa un importante cargo, aparentemente en las instituciones de defensa de la ciudad. El segundo es capturado a causa de sus actividades quintacolumnistas y condenado a muerte, sentencia que su hermano, preocupado por sí mismo, no intenta revocar. José es fusilado, pero un milagro hace que los impactos de bala no lleguen a quitarle la vida. Trasladado por Marisol, una mujer que lo ama, a la clínica de un médico partidario de Franco, se repone de sus heridas y adquiere una nueva identidad que le permitirá pasarse a la zona nacional. Al fraile Jaime la guerra le pilla, para su desgracia, en zona republicana también: en Barcelona. Poco después del fusilamiento de su hermano, él es fusilado a su vez (y muere) junto a los demás frailes por un pelotón de milicianos «malhablados y sin afeitar» que asaltan el convento y lo destrozan. Tiene la oportunidad de salvarse invocando el nombre de su hermano Pedro (que ha sido destinado a Barcelona), pero fiel a su apellido y a sus compañeros, rehúsa todo privilegio.
José logra pasar a zona nacional gracias a la ayuda de un dentista que tuvo «un pasado malo de izquierdismo», lo que le dio «influencia en aquella sociedad corrompida» [sic]. Llega hasta el frente del País Vasco, donde se encuentra su cuñado, el capitán Echevarría, que siente tentaciones de desertar y cruzar las líneas para reunirse con su esposa, Isabel Churruca y sus dos hijos, atrapados en el Bilbao republicano. José Churruca lo evita, y pronto se resuelve la situación con un desenlace feliz: las tropas nacionales derrotan a las Brigadas Internacionales que defienden la capital vizcaína y la familia se reúne.
Hundido el frente norte, el ejército de Franco se prepara para atacar en el frente de Aragón. En el estado mayor de Barcelona encontramos a Pedro, ahora vestido con un uniforme del ejército republicano, preparando la defensa frente al inminente ataque. Pedro debe hacer frente a los prejuicios de un individuo de mal aspecto y peores modales (tal vez sea Valentín González, El Campesino), quien afirma que alguien con el apellido Churruca no puede servir debidamente a la causa de la República. Pedro aún no lo sabe, pero instantes después comprobará que el miliciano está en lo cierto: una mujer le visita para pedirle que le entregue una copia del estado de fuerzas en el frente de Aragón para pasárselo a los nacionales. Pedro, escandalizado, le dice que no puede traicionar a los suyos. La mujer le replica que «no es posible que tenga como suyos a los asesinos de su familia y de tantas familias honorables y rectas». Tocado por el argumento, Pedro le entrega los planos del frente. Sin embargo, la operación se descubre, para regocijo del jefe miliciano malencarado, y los planos no llegan a poder de los nacionales. Enfrentado a la muerte, Pedro parece recuperar ese espíritu almogávar que no había acabado de penetrar en él: «sin planos y aún sin armas», les espeta a los rojos, las tropas de Franco «ganarán la batalla contra los hombres huecos», ya que ellos, quienes «sienten en el fondo de su espíritu la semilla superior de la raza» son los «elegidos para la gran empresa de devolver a España a su destino».
La película se cierra con los supervivientes de la familia Churruca asistiendo al desfile de la Victoria en Madrid, presidido por Franco.

## Versiones de la película
La película original se rodó en 1941, en pleno entusiasmo nacional-católico y en una Europa dominada por Alemania nacionalsocialista que por entonces aún ganaba en la Segunda Guerra Mundial.
En 1950, en un clima político mundial completamente diferente, se decidió reformar la película para hacerla más presentable. La excusa aducida fue que simplemente se quería resincronizar una nueva sonorización, cosa que se hizo, pero además, se cambiaron líneas de guion e, incluso, se eliminaron algunas secuencias.
- Se atemperaron las críticas a los Estados Unidos.
- Se eliminaron referencias a Falange y a la masonería.
- Se cortaron secuencias en las que se saludaba con el brazo extendido.
- Se cambió el título Raza por el de Espíritu de una raza.

Se trató de destruir todas las copias de la primera versión, a la que se acabó dando por perdida. Más aún: se creyó de buena fe que Espíritu de una raza no era más que Raza con una sonorización diferente.
En 1993 la Filmoteca Española consiguió adquirir una copia superviviente de la primera versión, procedente de un cine ambulante. Esta copia estaba incompleta y en mal estado, pero sirvió para descubrir las diferencias entre las dos versiones.
En 1995 apareció, en la Cinemateca de Berlín, una copia completa y en buen estado, procedente de los archivos de la UFA, que habían quedado en Alemania del Este y, por lo tanto, fuera del alcance de los investigadores occidentales hasta la caída del Muro de Berlín.
En el año 2002, Filmoteca Española publicó un DVD con ambas versiones.

## Producción y rodaje
La película fue producida por el Estado español a través de la Cancillería del Consejo de la Hispanidad; el rodaje empezó el 5 de agosto de 1941 y finalizó el 1 de enero de 1942. En ella se invirtieron más de 2400 horas de rodaje, llegando a trabajar 16 horas al día durante los casi cinco meses (109 días en total) que duró el rodaje. El presupuesto de la película está en torno a 1.650.000 pesetas, siendo uno de los más altos de la época. En él se utilizaron más de 50 decorados, 500 trajes de época y 1.500 extras, además del pago de 79.000 pesetas a su director, y pagar a un nutrido grupo de actores como Alfredo Mayo o Ana Mariscal.
Aunque Franco no participara en el rodaje, y Sáenz de Heredia dijera que no tuvo ningún tipo de presión durante el rodaje, Jesús Fontán, persona cercana a Franco, estuvo presente durante todo el rodaje de la película. Además Alfredo Mayo dijo que casi todos los días venía al rodaje para dar instrucciones precisas.

## Director
Según recuerda Sáenz de Heredia, se le dijo a él, Enrique Gómez y Carlos Arévalo, que pasaran a guion ciertos pasajes del libro, saliendo vencedor Saénz de Heredia quien lo hizo junto a Antonio Román. Pero muchos piensan que esto no fue lo que verdaderamente produjo su elección como director de la película, ya que él era uno de los protegidos de Manuel García Viñolas, por entonces director del Departamento Nacional de Cinematografía. Sáenz de Heredia era primo de José Antonio Primo de Rivera y de ideología franquista, aunque sus orígenes en el cine estuvieran en el otro bando, a las órdenes de Luis Buñuel.

## Guion
El guion fue escrito por José Luis Sáenz de Heredia y Antonio Román basándose en la novela homónima escrita por Jaime de Andrade (seudónimo de Francisco Franco) publicada en 1942 por editorial Numancia, poniendo en la novela de subtítulo Anecdotario para el guion de una película. No es la primera novela escrita por Franco, ya que la primera fue Marruecos, diario de una bandera, donde relataba el día a día de los africanistas. No se confirmó la verdadera identidad del autor hasta 1964 cuando Franco pidió su ingreso en la SGAE.
La clara intención de Franco fue la propaganda de su ideología, primero el libro, como ya hicieron otros dictadores de su época, y después por el de mayor popularidad, el cine, que le diferenció del resto de los dictadores de entonces.

## Función privada
Una vez finalizada la película, Franco ordenó que se proyectase en el Palacio de El Pardo una función privada. Él se colocó en primera fila junto a José Luis Sáenz de Heredia para ver la película. El director explicó que Franco tenía los ojos humedecidos durante el transcurso de la película y al finalizar la proyección le dijo: «Muy bien, Sáenz de Heredia, usted ha cumplido».

## Estreno
Se estrenó en Madrid el 5 de enero de 1942 por la noche en el Palacio de la Música, al que asistió un numeroso y selecto grupo de personas, entre las que estuvieron algunos ministros. El estreno fue un rotundo éxito.
Se estrenó en Sevilla el 30 de enero de 1942 en el cine Pathé en la denominada sesión de honor, las seis y media de la tarde. Fue estrenada debido al gran éxito obtenido por la película en Madrid y Barcelona, teniendo una gran expectación en la localidad.
El 21 de abril de 1942 a la una de la tarde se proyectó en Berlín, bajo el apoyo de la embajada española, presentándola así ante las autoridades alemanas que valoraron la película.

## Festivales
Esta película ha sido proyectada en el festival de cine de Valparaíso, que se desarrolló entre el 25 y el 31 de agosto de 2009.

## Críticas
Raza ha sido criticada en un libro corto monográfico de Román Gubern Raza: Un ensueño del general Franco, de 1977.
Gubern psicoanaliza el guion de Franco a la luz de la doctrina de Alfred Adler, afirmando que Raza es una sobrecompensación en la cual Franco supera simbólicamente lo que consideraba como deficiencias y defectos propios y de su familia. Por ejemplo: Pedro, el personaje de Raza, sería la proyección de Ramón Franco, el hermano republicano de Franco que tras lustros de dar disgustos a su familia por sus ideas izquierdistas terminaría luchando y muriendo en el bando nacional.
El estudio más pormenorizado de la película se encuentra en el libro de la historiadora francesa de cine Nancy Berthier: Le franquisme et son image. Cinéma et Propagande, Toulouse, PUM, 1998, versión abreviada de una tesis doctoral defendida en la Sorbona en 1994. En las 100 primeras páginas del libro, se procede a un análisis de la película en su contexto. La autora se vale de documentos de gran valor totalmente inéditos para documentar los procesos de producción y distribución de la película (archivos de Muñoz Fontán recogidos en los archivos de la guerra civil, archivos del Ministerio de Asuntos Exteriores, etc.).

## Premios
- Premio del sindicato de espectáculo a la mejor película.[1]